# Daniel González Sanz
Daniel González Sanz, conocido como Dani (Madrid, Comunidad de Madrid, España, 8 de julio de 1972), es un exfutbolista español. Se formó en las categorías inferiores del Atlético de Madrid. Actualmente desarrolla las funciones de entrenador en el Atlético de Madrid Femenino.

## Trayectoria
- Cantera Atlético de Madrid
- 1995-96 Atlético de Madrid (juega un partido)
- 1995-96 Real Club Deportivo Mallorca (cedido)
- 1996-03 Club Deportivo Tenerife
- 2003-04 Algeciras Club de Fútbol
- 2004-06 Club de Fútbol Ciudad de Murcia
- 2006-08 Córdoba CF
- 2008-09 CF Atlético Ciudad
- 2009-10 Trival Valderas

- Datos: Q5661649